# Athur
Athur es una ciudad y nagar Panchayat situada en el distrito de Kanyakumari en el estado de Tamil Nadu (India). Su población es de 11910 habitantes (2011).

## Demografía
Según el censo de 2011 la población de Athur era de 9717 habitantes, de los cuales 6021 eran hombres y 5889 eran mujeres. Athur tiene una tasa media de alfabetización del 91,13%, superior a la media estatal del 80,09%: la alfabetización masculina es del 93,06%, y la alfabetización femenina del 89,20%.